# Erateina goniuris
Erateina goniuris là một loài bướm đêm trong họ Geometridae.